# Hebebühne

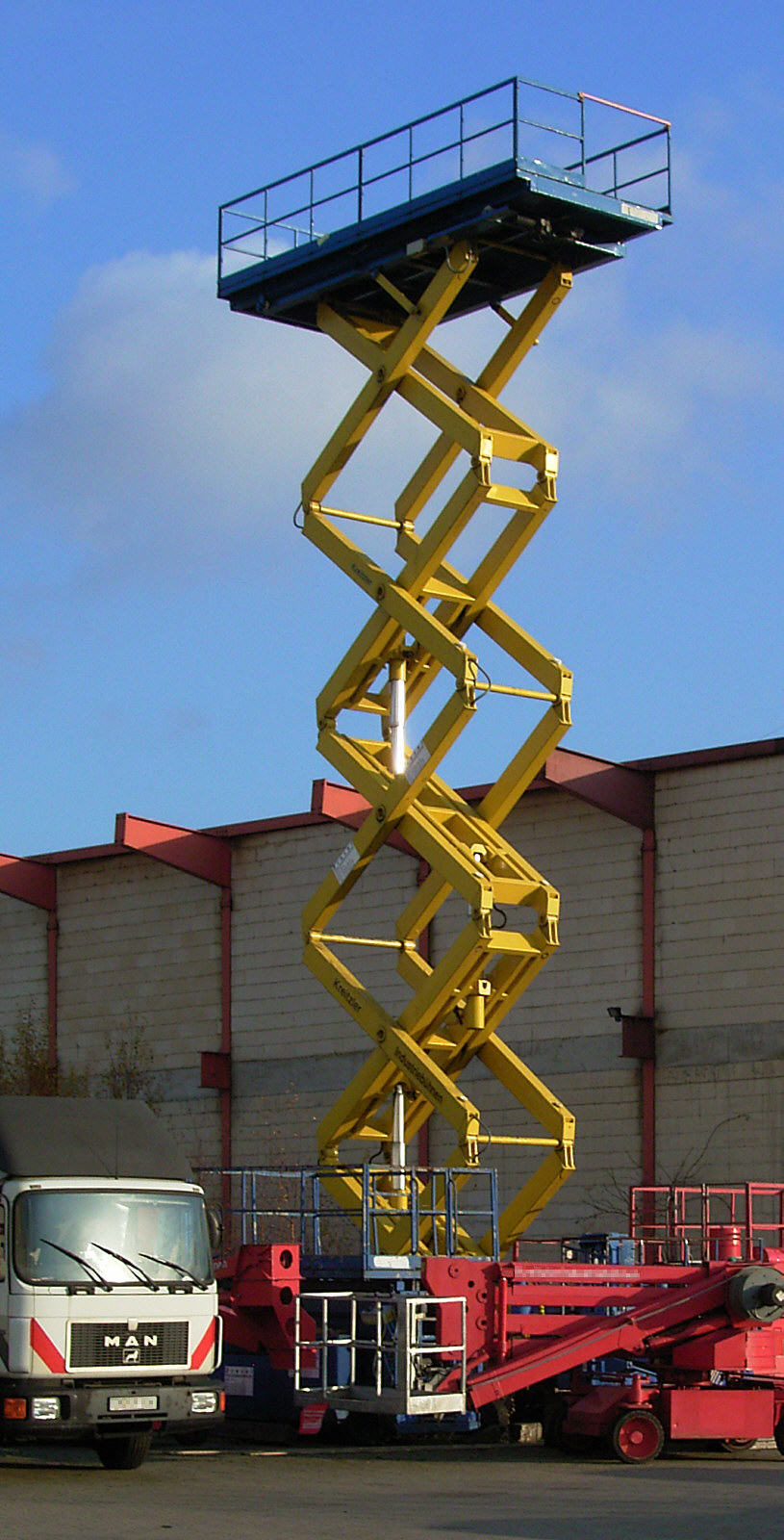
Arbeitsbühne mit Nürnberger Schere

Eine Hebebühne ist eine Plattform zum Anheben von Personen oder Gegenständen. Im Gegensatz zu Hubarbeitsbühnen kann sie nur in der Senkrechten verfahren werden, sie lässt sich weder drehen noch seitlich bewegen.

## Anwendungsbeispiele

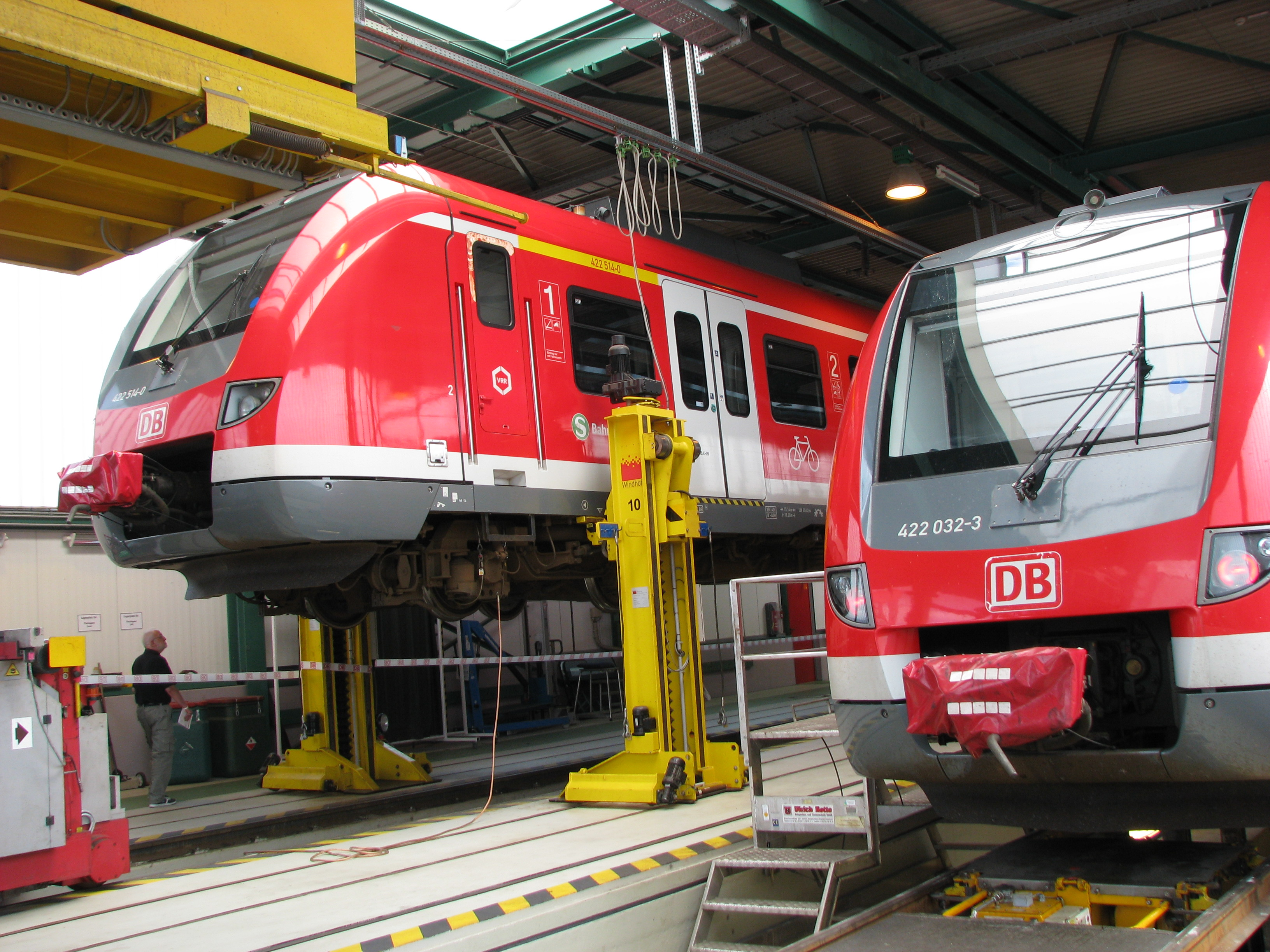
Ein gesamter S-Bahn Zug BR 422 auf einer Hebeanlage

Die Betätigung kann auf verschiedene Arten, beispielsweise mit Hilfe hydraulisch arbeitender Zylinder, Spindeltrieben, Gelenkketten oder mit pneumatischem Antrieb (Luftbalg) erfolgen. Eine Hebebühne wird häufig in Kfz-Werkstätten verwendet. Daneben findet sie Verwendung in der Logistik, z. B. beim Beladen von Flugzeugen oder in Form einer Ladebordwand als Heckklappe von Liefer-Lkw. Personenhebebühnen sind vor allem als Arbeitsbühne bei Montagearbeiten in großer Höhe im Einsatz.

### Baubereich
Hebebühnen werden im Bauwesen als Arbeitsbühne verwendet, um Bauwerke zu erstellen und Reparatur- und Pflegearbeiten an Bauten auszuführen. Um  Bauwerke oder Bauwerksteile anzuheben, werden ebenfalls Hebebühnen benutzt. Eine Anwendung ist zum Beispiel das Anheben eines Sendeturms, um ihn auf Isolatoren zu setzen oder diese auszutauschen. Auch im Brückenbau werden gelegentlich Hebebühnen eingesetzt.

### Baumpflege
In der Baumpflege werden Hebebühnen als Arbeitsbühne verwendet, um große Bäume zu beschneiden.

### Kraftfahrzeuge

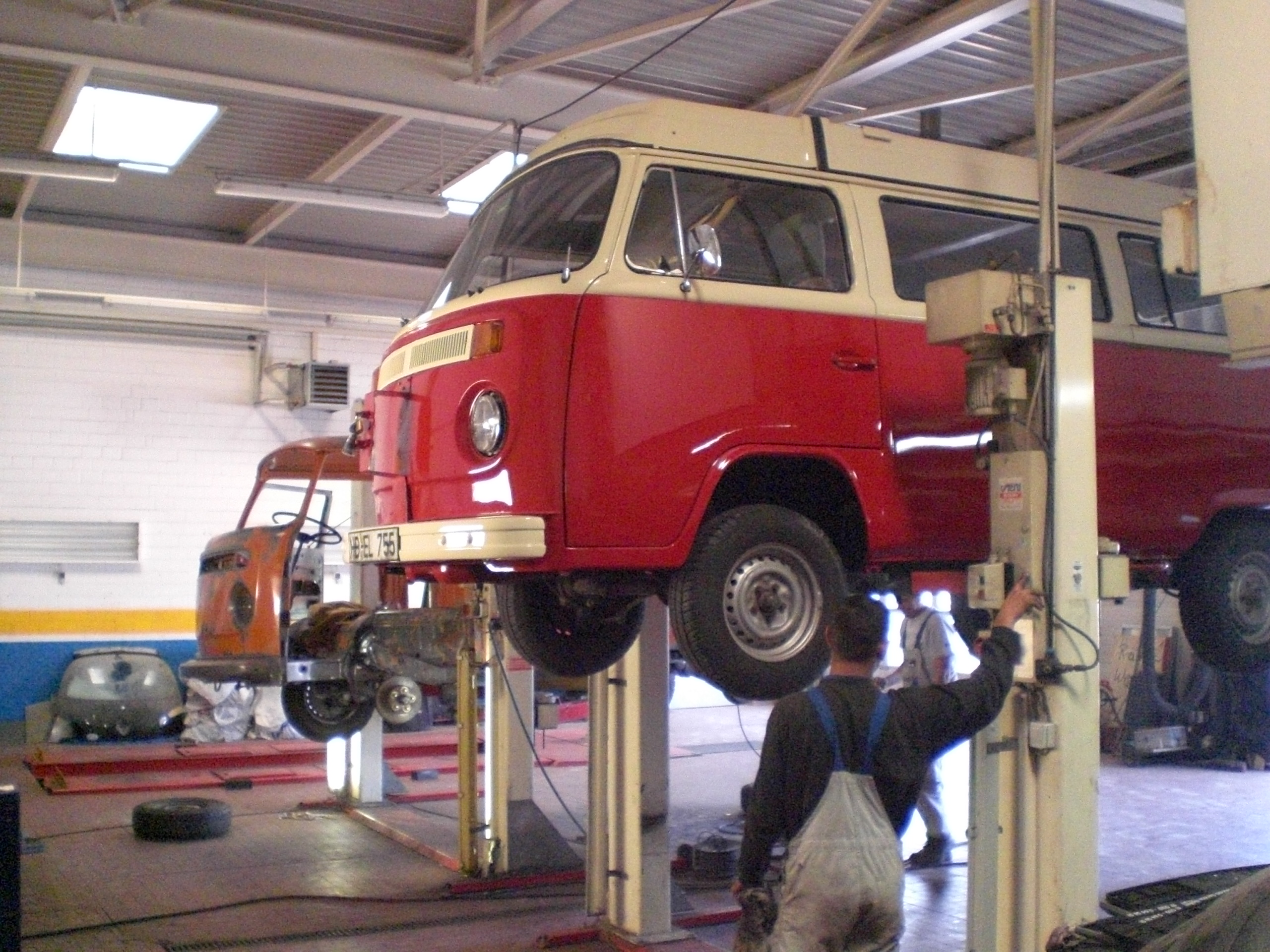
Hebebühnen

Die Hebebühne ist ein wichtiges Arbeitsmittel in Autowerkstätten. Die Direktannahme vor einer Werkstattleistung und viele Reparaturen werden erst vollständig möglich, wenn der Unterboden des Fahrzeugs frei zugänglich ist oder die Räder entlastet sind. Der Antrieb erfolgt entweder hydraulisch oder elektromotorisch. Menschen können sich unter dem Fahrzeug auf der Hebebühne gefahrlos aufhalten (anders als bei Wagenhebern). Man unterscheidet zwischen Hebebühnen, bei denen ein hydraulischer Druckzylinder zentral im Boden versenkt ist, und solchen, die mit zwei seitlichen Säulen arbeiten (Zweisäulenbühnen), die durch elektrisch betriebene Gewindespindeln das Fahrzeug auf insgesamt vier auszieh- und verstellbaren Tragarmen seitlich anheben. Nur mit letzterer Ausführung ist es prinzipiell möglich, den gesamten Unterboden für Arbeiten zugänglich zu haben. Eine Alternative zur Hebebühne ist die Werkstattgrube oder die Viersäulenhebebühne, die über zwei Rampen befahren wird und diese mittels eines hydraulisch betätigten Seilzugsystems die Rampen mitsamt dem Fahrzeug anhebt. Dadurch können z. B. Achsvermessungen und -einstellungen vorgenommen werden, für die das Fahrzeug zwar angehoben werden, dabei jedoch mit den Rädern am Boden (auf den Rampen) stehen muss.
Im Bereich der Reifendienste werden zudem häufig kurze (die Fahrzeugräder stehen davor und dahinter auf dem Boden) Hebebühnen mit Scherenhubmechanismen benutzt, welche die Fahrzeuge nur auf  weniger als 1 m Höhe für den Radwechsel anheben.

### Laborbereich

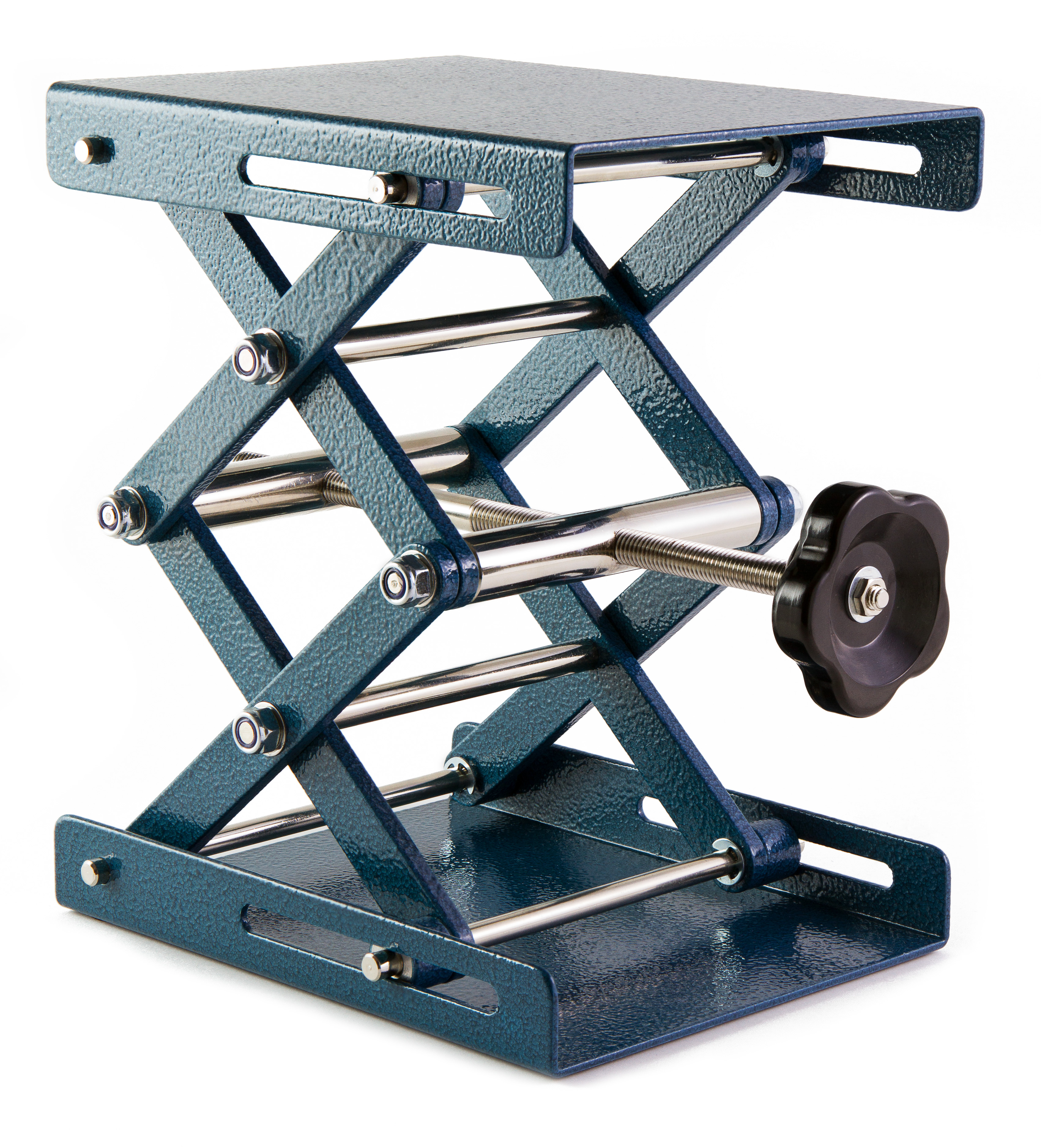
Laborhebebühne

Zu Rührarbeiten oder höhengebundener Verarbeitung von Substanzen in offenen oder geschlossenen Gefäßen werden im Labor kleine, höhenverstellbare Gestelle verwendet, die ebenfalls Hebebühnen oder auch Laborboy genannt werden.

### Theater und Unterhaltungsbereich
In der Bühnentechnik werden Hebebühnen eingesetzt, die Hubpodium genannt werden. Sie werden auch als Präsentationsmittel in Diskotheken benutzt.

## Ähnliche Vorrichtungen
- Hubarbeitsbühne
- Hubtisch